# Helmut Bulle (Politiker, 1925)
Helmut Bulle (* 1. Januar 1925 in Riegelsberg; † 13. Februar 1973 in Saarlouis) war ein deutscher Politiker (CDU). Von 1965 bis 1968 war er Minister für Öffentliche Arbeiten und Wohnungsbau, von 1967 bis 1973 Minister für Finanzen und Forsten des Saarlandes.

## Leben

Helmut Bulle (re.), neben Röder (Mitte) und Adenauer

Nach dem Volksschulabschluss besuchte Bulle die Gymnasien in Landsweiler und Völklingen. Er legte 1943 das Abitur ab und nahm im Anschluss als Soldat bei der Kriegsmarine am Zweiten Weltkrieg teil. Am 7. März 1943 beantragte er die Aufnahme in die NSDAP und wurde zum 20. April desselben Jahres aufgenommen (Mitgliedsnummer 9.654.153).
Bulle besuchte ab 1946 eine staatliche Höhere Technische Lehranstalt, an der er 1949 das Examen als Bauingenieur ablegte. Im Anschluss wurde er als Statiker in der Bauindustrie beschäftigt. Von 1953 bis 1965 war als Beamter (Amtsbaumeister) bei der Verwaltung des Amtes Bisten tätig.
Bulle trat 1953 der CDU bei und zählte zu den Gründern des Ortsverbandes in Überherrn. Von 1964 bis 1973 war er Vorsitzender des CDU-Kreisverbandes Saarlouis.  Bei der Landtagswahl im Dezember 1960 wurde er erstmals in den Landtag des Saarlandes gewählt, dem er von 1961 bis zu seinem Tode angehörte.
Bulle wurde am 10. Juli 1965 als saarländischer Minister für Öffentliche Arbeiten und Wohnungsbau in die von Ministerpräsident Franz-Josef Röder geführte Landesregierung (Kabinett Röder III) berufen. Die Leitung des Ministeriums oblag ihm bis zu dessen Auflösung am 31. Januar 1968. Nach dem Tod von Eugen Huthmacher führte er vom 13. bis 22. Juni 1967 kurzzeitig die Geschäfte des Ministeriums für Wirtschaft, Verkehr und Landwirtschaft. Am 22. Juni 1967 wurde er zum Minister für Finanzen und Forsten ernannt. Dieses Amt bekleidete er von 1970 bis zu seinem Tod 1973 auch im vierten Kabinett Röder. Während seiner Amtszeit trat er politisch für die deutsch-französische Aussöhnung ein.
Helmut Bulle war verheiratet und hatte fünf Kinder. Am 13. Februar 1973 starb er an den Folgen einer langjährigen Krebserkrankung.

## Ehrungen
- 1972: Verdienstkreuz am Bande der Bundesrepublik Deutschland
- In Überherrn wurde nach ihm der Helmut-Bulle-Platz benannt.